# Piotr VI (patriarcha Aleksandrii)
Piotr VI – koudiator chalcedońskiego Patriarchatu Aleksandrii.

## Życiorys
Dokładne lata jego panowania nie są znane. Było to w okresie VII–VIII w.